# Eskelesz Iszachar Berus
Eskelesz Iszachar Berus (Krakkó, 1692 – Bécs, 1753. március 2.) országos főrabbi

## Élete
Veje volt Wertheimer Sámsonnak, a bécsi bankárnak, aki országos főrabbi címet kapott a császártól. Ezt a „Landesrabbiner” címet előbb Morvaországra, majd VI. Károly császártól 1725. szeptember 10-én Magyarországra vonatkozólag is kiterjesztette a Wertheimer Sámson egyéb méltóságait öröklő Eskeleszre, aki nem is járt Magyarországon, de a császári rendelet értelmében felügyeleti jogot gyakorolt a hazai zsidó hitközségeken, melyeknek ügyei ő alá tartoztak. 
Eskelesz címeiben nem kevesebbet használt, mint a következőket: „Isachar Bär von Krakkau, Rabbi von Nikolsburg und Mähren, Eisenstadt und Ungarn und der Bezirk von Mainz”. „Országos rabbi”-állása tulajdonképpen az adóbeszedésben állt, mint a középkorban több országos rabbiságnál Nyugat-Európában. Amikor 1742-ben a zsidó fejadót emelték, Eskelesz és báró d’Aguilar keresztülvitték Mária Teréziánál annak elengedését.